# Kalumbila
Kalumbila ist einer von elf Distrikten in der Nordwestprovinz in Sambia. Er hat eine Fläche von 5252 km² und es leben 177.067 Menschen in ihm (2022). Er wurde nach der Kalumbila-Mine benannt und 2016 vom Distrikt Solwezi abgespaltet.
Das derzeitige Gebiet des Distrikts Kalumbila umfasst den ehemaligen Wahlkreis Solwezi West für Wahlzwecke unter der Wahlkommission von Sambia. Kalumbila als Solwezi West, die heutigen Distrikte Solwezi und Mushindamo, damals als Solwezi Central bzw. Solwezi East, bildeten den größeren Solwezi-Distrikt, bevor er aufgeteilt wurde, um die drei unabhängigen Distrikte zu schaffen. In der sambischen Nationalversammlung werden die drei Gesetzgeber, die diese Gebiete vertreten, immer noch mit den alten Namen als Parlamentsabgeordnete von Solwezi West, Solwezi Central und Solwezi East angesprochen.

## Bergbau
Die Kalumbila-Mine ist eine Kupfermine, die von FQM Trident Limited betrieben wird, einem Bergbauunternehmen, das zu 100 % zu First Quantum Minerals of Canada gehört.
Das Enterprise Nickel Project ist eine Tagebau-Nickelmine, die ebenfalls First Quantum Minerals gehört und 12 km von der Kalumbila-Mine entfernt liegt. Die Verarbeitungsanlage der Kalumbila-Mine wird zur Produktion von Nickelkonzentrat genutzt. Das auf 275 Millionen US-Dollar geschätzte Projekt sollte Ende 2021 betriebsbereit sein, war jedoch bis März 2022 noch nicht betriebsbereit. Im Mai 2022 genehmigte First Quantum Minerals eine zusätzliche Investition von 100 Millionen US-Dollar in das Projekt, das nun voraussichtlich im Jahr 2023 mit der Produktion beginnen wird.